# Alone (Modern Talking)
Alone is het achtste album van Modern Talking. Het is de opvolger van het in 1998 uitgebrachte zevende album Back for Good en het tweede album van Modern Talking na het weer samenkomen van de groep in 1998. Alone werd wereldwijd in 1999 uitgebracht en bevat 17 tracks, waarvan 16 nieuwe liedjes en een lange mix van allemaal oude.
Eric Singleton leverde aan dit album een bijdrage.
Alone bevat twee internationale hits, getiteld "You Are Not Alone" en "Sexy, Sexy Lover". Het album werd geproduceerd en geschreven door Dieter Bohlen. In de Nederlandse Album Top 100 kwam het tot plaats 98 en het bleef één week lang in deze hitlijst staan.
Alone werd in 2000 opgevolgd door het negende album Year of the Dragon.

## Betrokkenen
- Thomas Anders: zang, producer (nr. 10 en 16), teksten (nr. 10, 12, 13 en 16)
- Rolf Köhler: zang, koor
- Michael Scholz: koor
- Detlef Wiedeke: koor
- Eric Singleton: rap
- Amadeus Crotti: keyboards
- Jerry Ropero: keyboards
- Lalo Titenkov: keyboards
- Thorsten Brötzmann: keyboards
- Dieter Bohlen: producer (nr. 1 t/m 9, 11 t/m 15), teksten (nr. 1 t/m 9, 11, 14 en 15)

## Tracklist
1. You Are Not Alone (3:41)
2. Sexy, Sexy Lover (3:33)
3. I Can't Give You More (3:41)
4. Just Close Your Eyes (4:17)
5. Don't Let Me Go (3:20)
6. I'm So Much in Love (3:53)
7. Rouge et noir (3:14)
8. All I Have (4:20)
9. Can't Get Enough (3:35)
10. Love Is Like a Rainbow (3:58)
11. How You Mend a Broken Heart (4:14)
12. It Hurts So Good (3:22)
13. I'll Never Give You Up (3:26)
14. Don't Let Me Down (3:57)
15. Taxi Girl (3:09)
16. For Always and Ever (3:22)
17. Space Mix (The Ultimate Nonstop Mix) (17:14)